# Liste der denkmalgeschützten Objekte in Sankt Radegund bei Graz
Die Liste der denkmalgeschützten Objekte in Sankt Radegund bei Graz enthält die 18 denkmalgeschützten, unbeweglichen Objekte der Gemeinde Sankt Radegund bei Graz im steirischen Bezirk Graz-Umgebung.

## Denkmäler
| Foto |                 | Denkmal | Standort                                             | Beschreibung | Metadaten |
| ---- | --------------- | --- | ---------------------------------------------------- | --- | --- |
| ja   | Datei hochladen | Wetterturm HERIS-ID: 72088 Objekt-ID: 85305                                                                                      | Wetterturmstraße 14 Standort KG: Rinnegg             | Beim St. Radegundener Wetterturm handelt es sich um ein auf annähernd quadratischen Grundriss im Stil eines romanischen Kirchturms errichtetes Steingebäude mit einem Zeltdach, das mit Lärchenschindeln gedeckt ist. Ein abgeschlepptes Dach bedeckt den straßenseitigen Eingang. Die Fassade des Turms ist glatt verputzt und wird durch steinsichtige Gesimse gegliedert. Unter dem Zeltdach befinden sich gekoppelte Rundbogenfenster, die an Biforien erinnern. Zentral unterhalb dieser Rundbogenfenster befinden sich weitere Öffnungen, die der Belichtung des Inneren dienen. Wie die josephinische Landesaufnahme aus dem Jahr 1787 zeigt befand sich an dieser Stelle bereits Ende des 18. Jahrhunderts ein Wetterturm. | BDA-Hist.: Q1502059 Status: Bescheid Stand der BDA-Liste: 2025-06-30 Name: Wetterturm GstNr.: 318/2, .120 Wetterturm Rinnegg |
| ja   | Datei hochladen | Stubenberghaus HERIS-ID: 40579 Objekt-ID: 40541                                                                                  | Schöckl 73 Standort KG: Schöckl                      | Die Schutzhütte wurde nach Plänen von Friedrich Sigmundt 1889/90 erbaut und wird nach wie vor vom Österreichischen Alpenverein betrieben. | BDA-Hist.: Q2358052 Status: Bescheid Stand der BDA-Liste: 2025-06-30 Name: Stubenberghaus GstNr.: 422/26 Stubenberghaus |
| ja   | Datei hochladen | Quellfassung, Bertha-Quelle HERIS-ID: 105878 Objekt-ID: 122964                                                                   | Standort KG: Schöckl                                 | Die Quelle wurde nach 1900 gefasst, 1908 untersucht und nach einer häufigen Kurgästin, der ungarischen Gräfin Bertha Nákó-Gyertyánffy, benannt. | BDA-Hist.: Q37806501 Status: § 2a Stand der BDA-Liste: 2025-06-30 Name: Quellfassung, Bertha-Quelle GstNr.: 480/1 |
| ja   | Datei hochladen | Persönlichkeitsdenkmal Melanie-Höhe HERIS-ID: 99075 Objekt-ID: 115095                                                            | Standort KG: Schöckl                                 | Den Obelisken ließ 1909 Rittmeister Alfred Gurniak Edler von Schreibendorf für seine Frau errichten. | BDA-Hist.: Q37773436 Status: § 2a Stand der BDA-Liste: 2025-06-30 Name: Persönlichkeitsdenkmal Melanie-Höhe GstNr.: 480/1 |
| ja   | Datei hochladen | Gemeindeamt HERIS-ID: 51878 Objekt-ID: 57689                                                                                     | Hauptstraße 10 Standort KG: St. Radegund             | | BDA-Hist.: Q38048018 Status: § 2a Stand der BDA-Liste: 2025-06-30 Name: Gemeindeamt GstNr.: .34/3 |
| ja   | Datei hochladen | Pfarrhof HERIS-ID: 98967 Objekt-ID: 114957                                                                                       | Hauptstraße 19 Standort KG: St. Radegund             | | BDA-Hist.: Q37772985 Status: § 2a Stand der BDA-Liste: 2025-06-30 Name: Pfarrhof GstNr.: .31/1 |
| ja   | Datei hochladen | Kath. Pfarrkirche hl. Radegundis mit ehem. Friedhof, Umfriedung, Treppenanlage und Nebengebäude HERIS-ID: 51879 Objekt-ID: 57690 | bei Hauptstraße 25 Standort KG: St. Radegund         | Eine erste Kirche an dieser Stelle wurde nach 1186 von Otto von Graz erbaut und 1295 urkundlich erwähnt. Der heutige spätgotische Bau stammt aus der Zeit zwischen 1490 und 1513. Das vierjochige Langhaus mit Netzrippengewölbe auf polygonalen Wandvorlagen geht in einen eingezogenen Chor mit 5/8-Schluss und Kreuzrippengewölbe mit schildförmigen Schlusssteinen über. Der quadratische Turm an der Südseite ragt zur Hälfte ins Kirchenschiff hinein und trägt ein Spitzdach, das aus dem Jahr 1898 stammt. Die Innenausstattung und einige Fresken sind neugotisch aus der Zeit um 1890, in der Turmkapelle gibt es allerdings ein Fresko der Beweinung Christi, das mit 1506 bezeichnet ist.                              | BDA-Hist.: Q2083343 Status: § 2a Stand der BDA-Liste: 2025-06-30 Name: Kath. Pfarrkirche hl. Radegundis mit ehem. Friedhof, Umfriedung, Treppenanlage und Nebengebäude GstNr.: .32, .103 Pfarrkirche St. Radegundis, St. Radegund bei Graz |
| ja   | Datei hochladen | Kalvarienberg HERIS-ID: 98968 Objekt-ID: 114958                                                                                  | Kalvarienbergstraße Standort KG: St. Radegund        | Die Kalvarienberganlage mit mehreren Kapellen und Heiligenhäuschen stammt aus der Zeit um 1770 und wurde nach dem Vorbild des Grazer Kalvarienberges angelegt. Die Stionskapellen sind unterschiedlicher Größe, zum Teil haben sie Figuren von Philipp Jakob Straub, einige stammen aber auch erst aus den 1830er-Jahren. | BDA-Hist.: Q1115484 Status: § 2a Stand der BDA-Liste: 2025-06-30 Name: Kalvarienberg GstNr.: 276 Calvary Sankt Radegund bei Graz |
| ja   | Datei hochladen | Kalvarienbergkirche HERIS-ID: 98969 Objekt-ID: 114959                                                                            | Standort KG: St. Radegund                            | Die Anfang des 19. Jahrhunderts entstandene klassizistische Kirche zum Kalvarienberg besteht aus einem zweijochigen platzlgewölbten Langhaus mit 1844 aufgesetzten Fassadenturm und einem halbrunden Chor. Sie entstand durch Erweiterung der barocken Kapelle zum Gegeißelten Heiland, von der 1978/79 Fresken freigelegt wurden. | BDA-Hist.: Q64692063 Status: § 2a Stand der BDA-Liste: 2025-06-30 Name: Kalvarienbergkirche GstNr.: .23/1 Kalvarienbergkirche (St. Radegund bei Graz)                                                                                      |
| ja   | Datei hochladen | Hl. Stiege HERIS-ID: 98975 Objekt-ID: 114965                                                                                     | Kalvarienbergstraße Standort KG: St. Radegund        | Die nach Grazer Vorbild errichtete Heilige Stiege (die wiederum der im Lateran nachempfunden ist) besteht aus drei Stiegen im Inneren, denen die Außengestaltung mit umlaufenden Bogenöffnungen und Pilastern entspricht. Der Freskenschmuck zeigt Architekturmalerei und eine Darstellung von Jakobs Traum, am oberen Ende der Stiegen befinden sich ein Altar der Mater Dolorosa sowie zwei figurale Stationsgruppen. | BDA-Hist.: Q64692064 Status: § 2a Stand der BDA-Liste: 2025-06-30 Name: Hl. Stiege GstNr.: .80 Heilige Stiege (St. Radegund bei Graz) |
| ja   | Datei hochladen | Wohnhaus, sog. Kalvarienberghäusl HERIS-ID: 98976 Objekt-ID: 114966                                                              | Kalvarienbergstraße 4 Standort KG: St. Radegund      | | BDA-Hist.: Q37773014 Status: § 2a Stand der BDA-Liste: 2025-06-30 Name: Wohnhaus, sog. Kalvarienberghäusl GstNr.: .23/2 |
| ja   | Datei hochladen | Mausoleum Dr. Gustav Novy HERIS-ID: 99033 Objekt-ID: 115026                                                                      | bei Kalvarienbergstraße 15 Standort KG: St. Radegund | Das im Stil eines dorischen Tempels gehaltene und auch durch die Lage am höchsten Punkt des Friedhofs hervorgehobene Mausoleum wurde für den Kurarzt Gustav Novy (1831–1896) errichtet, unter dem St. Radegund als Kurort einen bedeutenden Aufschwung erlebte. | BDA-Hist.: Q37773239 Status: § 2a Stand der BDA-Liste: 2025-06-30 Name: Mausoleum Dr. Gustav Novy GstNr.: .92 |
| ja   | Datei hochladen | Sog. Altes Kurhaus HERIS-ID: 37416 Objekt-ID: 36553                                                                              | Schöcklstraße 1 Standort KG: St. Radegund            | Das Alte Kurhaus wurde 1870 auf Initiative des Kurarztes Gustav Novy als Speisesaal errichtet. | BDA-Hist.: Q37975506 Status: § 2a Stand der BDA-Liste: 2025-06-30 Name: Sog. Altes Kurhaus GstNr.: .35/2 Altes Kurhaus, St. Radegund bei Graz                                                                                              |
| ja   | Datei hochladen | Skulpturen im Kurpark HERIS-ID: 98991 Objekt-ID: 114984                                                                          | Standort KG: St. Radegund                            | | BDA-Hist.: Q37773063 Status: § 2a Stand der BDA-Liste: 2025-06-30 Name: Skulpturen im Kurpark GstNr.: 292, 284/4 |
| ja   | Datei hochladen | Quellfassung Ungarische Madonna HERIS-ID: 99074 Objekt-ID: 115094                                                                | Standort KG: St. Radegund                            | Die Quellfassung mit Madonnenstatue wurde 1910 geweiht, geht auf die Initiative des Kurgastes István Graf Szapáry zurück, und soll nicht zuletzt an die starke ungarische Präsenz unter den Kurgästen St. Radegunds um die Jahrhundertwende erinnern. | BDA-Hist.: Q37773426 Status: § 2a Stand der BDA-Liste: 2025-06-30 Name: Quellfassung Ungarische Madonna GstNr.: 368 |
| ja   | Datei hochladen | Quellfassung, Demelius-Quelle HERIS-ID: 98998 Objekt-ID: 114991                                                                  | Standort KG: St. Radegund                            | Die Demelius-Quelle wurde nach August Demelius benannt, der in den 1830ern den Kurbetrieb in St. Radegund etablierte. | BDA-Hist.: Q37773104 Status: § 2a Stand der BDA-Liste: 2025-06-30 Name: Quellfassung, Demelius-Quelle GstNr.: 292 |
| ja   | Datei hochladen | Quellfassung, Rosa-Quelle HERIS-ID: 98999 Objekt-ID: 114992                                                                      | Standort KG: St. Radegund                            | Die 1903 gefasste Rosa-Quelle wurde nach der Frau von Kálmán Szily (erster Generalsekretär der ungarischen Akademie der Wissenschaften und häufiger Kurgast) benannt. | BDA-Hist.: Q37773111 Status: § 2a Stand der BDA-Liste: 2025-06-30 Name: Quellfassung, Rosa-Quelle GstNr.: 368 |
| ja   | Datei hochladen | Grab Familie Mandl HERIS-ID: 99030 Objekt-ID: 115023                                                                             | Standort KG: St. Radegund                            | | BDA-Hist.: Q37773228 Status: § 2a Stand der BDA-Liste: 2025-06-30 Name: Grab Familie Mandl GstNr.: 227/2 |

## Ehemalige Denkmäler
| Foto |                 | Denkmal                                   | Standort                           | Beschreibung | Metadaten                                                                                               |
| ---- | --------------- | ----------------------------------------- | ---------------------------------- | ------------ | --- |
| BW   | Datei hochladen | Villa Elisabeth Objekt-ID: 114985bis 2014 | Kurweg 2 Standort KG: St. Radegund |              | BDA-Hist.: Q106659208 Status: § 2a Stand der BDA-Liste: 2014-06-27 Name: Villa Elisabeth GstNr.: 255/14 |